# Prozesssoziologie
Die Prozesssoziologie bzw. Figurationssoziologie ist durch Norbert Elias bekannt geworden. Der Begriff Prozess bezieht sich auf soziale wie auf verbundene kognitive Prozesse, juristische Prozesse sind in diesem Zusammenhang allenfalls ein spezieller Fall für mögliche soziologische Analysen.

## Zum Begriff
Neben der Kritischen Theorie und der Systemtheorie zählt sie zu den Gesellschaftstheorien. Die Prozesssoziologie erhebt den Anspruch, eine möglichst angemessene Wahrnehmung der Realität in ihrer Dynamik wiederzugeben. Elias’ Bestreben war es, eine Wissenschaft weiterzuentwickeln, in der Soziogenese und Psychogenese als nicht getrennt voneinander betrachtet werden. Um diesem Anspruch gerecht zu werden, hat er auch die Psychoanalyse zur Entwicklung eines ganzheitlichen Menschenbilds herangezogen. Elias hatte kurz vor seinem Tod den Eindruck, dass der Figurationsbegriff sich im Gebrauch zu sehr in die Nähe der Systembegriffs entwickelte und zog deshalb den Begriff Prozesssoziologie vor.

## Einordnung
Die Prozesssoziologie wurde genauso wie die Kritische Theorie stark von der Marxschen Theorie beeinflusst. Jedoch versteht sich die Prozesssoziologie als nicht normativ. Das Weltbild beinhaltet im Gegensatz zur Systemtheorie keine geschlossenen Systeme, sondern Prozesse ohne Anfang und ohne Ende, d. h. auch ohne Ziel. Menschen und ihre immer dynamischen Verflechtungen („Figurationen“), nicht Kommunikationssysteme, stehen im Mittelpunkt der Betrachtung.
Bernhard Miebach bewertet Elias aufgrund seines Ansatzes der Prozesssoziologie als „visionären Prozesstheoretiker“, der den Prozesscharakter des sozialen Handelns durchgängig ins Zentrum stellt.

## Grundbegriffe
Grundbegriffe im eigentlichen Sinne des Wortes gibt es in der Prozesssoziologie nicht. Denn bereits das Wort „Grund“ suggeriert so etwas wie ein statisches monokausales Ursache-Wirkungs-Modell. Davon kann bei der Prozesssoziologie keine Rede sein. Da die Sprache die Welt ist, wie sie erfahren wird, spricht man von „wichtigen Begrifflichkeiten“.
Begriffe versteht Elias als „symbolische Repräsentationen“, die beobachtbare Phänomene beschreiben, d. h., sie beschreiben, was in einer Gesellschaft gewusst, gedacht, empfunden und ausgedrückt werden kann. Begriffe sind für Elias der „Prototyp eines anfangslosen Prozesses“, da es in der sprachlichen Entwicklung keine klaren Anfangspunkte geben kann. Begriffe und ihre Entwicklung dienen prozesssoziologisch als „Zeugen für bestimmte Struktureigentümlichkeiten von Gesellschaften“ und können als solche wissenschaftlich untersucht werden. Elias kritisiert, dass wissenschaftliche „Begriffsapparate“ die Prozessualität von Gesellschaften meist zu wenig abbilden und oft noch einen „statischen Beigeschmack“ haben. Er bemüht sich um die „Sisyphusarbeit, gerade das Umgekehrte zu versuchen und den Wandel von Gesellschaften als das Normale anzusetzen und das relative Verweilen einer Gesellschaft in einem bestimmten Zustand als Ausdruck der Blockierung des Wandels“. In seiner Arbeit bemüht sich Elias dementsprechend, „ein ausreichendes gedankliches Handwerkszeug“ zu entwickeln, das in der Lage ist, „Orientierung zu vermitteln“.
Prozesssoziologische Begriffe sollen als „begriffliche Werkszeuge“ dienen, die
- menschliche Wesen und die von ihnen gebildeten Gesellschaften in ihrer Prozessualität abbilden,
- möglichst wenig abstrakt sind,
- helfen, begriffliche Dualismen zu überwinden.[9]

Zu dem von Elias entwickelten begrifflich-gedanklichen Werkzeug zählen folgende Begriffe:
- Sozialer Prozess[10]
- Figuration[11]
- Zivilisation bzw. Zivilisationsprozess oder der untrennbare Zusammenhang von Sozio- und Psychogenese[12]
- Zivilisierung: persönlicher Prozess psychosozialer Entwicklung als Teilprozess im gesamtgesellschaftlichen Prozess der Zivilisation
- Machtbalance
- sozialer und persönlicher Habitus
- Begriffspaare, die als Balancebegriffe „zur Bestimmung der Richtung sozialer Prozesse dienen“.[13] Beispiele: Zivilisation und Entzivilisation, Zivilisierung und Dezivilisierung, Engagement und Distanzierung, Integration und Desintegration, Abhängigkeit und Unabhängigkeit, Realismus und Phantasie, Subjekt- und Objektzentrierung, Wir und Ich, Analyse und Synthese, Fremdregulierung und Selbstregulierung, individuelle und gesellschaftliche Bedürfnisse, äußerer und innerer Zwang, Sicherheit und Gefahr, Kooperation und Konkurrenz, freundliche und feindliche Konkurrenz, Lob- und Schimpfklatsch
- Monopol- oder Konkurrenzmechanismus (hierzu zählt auch der Mechanismus zur Ausbildung von Zentralpositionen, genannt Königsmechanismus)

## Forschung
Über die aktuelle prozesssoziologische Forschung informiert die Elias Foundation.
Folgende Forscher arbeiten auf der Basis prozesssoziologischer Ansätze und entwickeln diese weiter: Reinhard Blomert, Stefanie Ernst, Eric Dunning, Dawud Gholamasad, Peter Gleichmann, Johan Goudsblom, Hermann Korte, Helmut Kuzmics, Andrew Linklater, Stephen Mennell, Dieter Reicher, Bram van Stolk, Abram de Swaan, Stephen Vertigans, Annette Treibel, Hans-Peter Waldhoff, Cas Wouters.